# Verwaltungsgliederung der Oblast Kostroma
Die Oblast Kostroma im Föderationskreis Zentralrussland der Russischen Föderation gliedert sich in 24 Rajons und 6 Stadtkreise. Den Rajons sind insgesamt 12 Stadt- und 261 Landgemeinden unterstellt (Stand: 2010).

## Stadtkreise
| [ 1 ] | Stadtkreis      | Einwohner | Fläche (km²) | Bevölkerungs- dichte (Ew./km²) | Stadt- bevölkerung | Land- bevölkerung | Weitere Orte | Anzahl städtischer Siedlungen | Anzahl ländlicher Siedlungen |
| ----- | --------------- | --------- | ------------ | ------------------------------ | ------------------ | ----------------- | ------------ | ----------------------------- | ---------------------------- |
| I     | Bui             | 25.330    | 25           | 1013                           | 25.330             | –                 |              | 1                             | –                            |
| III   | Galitsch        | 17.438    | 17           | 1026                           | 17.438             | –                 |              | 1                             | –                            |
| IV    | Kostroma        | 269.711   | 145          | 1860                           | 269.711            | –                 |              | 1                             | –                            |
| V     | Manturowo       | 17.816    | 16           | 1114                           | 17.816             | –                 |              | 1                             | –                            |
| VI    | Scharja         | 38.628    | 25           | 1527                           | 37.809             | 819               | Wetluschski  | 2                             | 8                            |
| II    | Wolgoretschensk | 17.565    | 18           | 987                            | 17.565             | –                 |              | 1                             | –                            |

## Rajons
| [ 1 ] | Rajon        | Einwohner | Fläche (km²) | Bevölkerungs- dichte (Ew./km²) | Stadt- bevölkerung | Land- bevölkerung | Verwaltungssitz       | Weitere Orte    | Anzahl Stadt- gemeinden | Anzahl Land- gemeinden |
| ----- | ------------ | --------- | ------------ | ------------------------------ | ------------------ | ----------------- | --------------------- | --------------- | ----------------------- | ---------------------- |
| 1     | Antropowo    | 8.256     | 2470         | 3,3                            | –                  | 8.256             | Antropowo             |                 | –                       | 11                     |
| 2     | Bui          | 11.917    | 3248         | 3,7                            | 4.904              | 7.013             | Bui                   | Tschistyje Bory | 1                       | 19                     |
| 4     | Galitsch     | 9.325     | 2870         | 3,2                            | –                  | 9.325             | Galitsch              |                 | –                       | 13                     |
| 5     | Kady         | 8.177     | 2190         | 3,7                            | 3.463              | 4.714             | Kady                  |                 | 1                       | 10                     |
| 6     | Kologriw     | 7.387     | 3520         | 2,1                            | 3.419              | 3.968             | Kologriw              |                 | 1                       | 8                      |
| 7     | Kostroma     | 44.243    | 2040         | 21,7                           | –                  | 44.243            | Kostroma              |                 | –                       | 14                     |
| 8     | Krasnoselski | 18.566    | 950          | 19,5                           | 7.797              | 10.769            | Krasnoje an der Wolga |                 | 1                       | 8                      |
| 9     | Makarjew     | 16.945    | 4850         | 3,5                            | 7.382              | 9.563             | Makarjew              |                 | 1                       | 16                     |
| 10    | Manturowo    | 5.600     | 2667         | 2,1                            | –                  | 5.600             | Manturowo             |                 | –                       | 10                     |
| 11    | Meschewskoi  | 5.099     | 2178         | 2,3                            | –                  | 5.099             | Georgijewskoje        |                 | –                       | 8                      |
| 12    | Neja         | 15.770    | 2657         | 5,9                            | 10.746             | 5.024             | Neja                  |                 | 1                       | 11                     |
| 13    | Nerechta     | 37.343    | 1140         | 32,8                           | 24.308             | 13.035            | Nerechta              |                 | 1                       | 13                     |
| 14    | Oktjabrski   | 5.369     | 1860         | 2,9                            | –                  | 5.369             | Bogowarowo            |                 | –                       | 7                      |
| 15    | Ostrowskoje  | 12.177    | 2446         | 5,0                            | –                  | 12.177            | Ostrowskoje           |                 | –                       | 12                     |
| 17    | Parfenjewo   | 7.061     | 2500         | 2,8                            | –                  | 7.061             | Parfenjewo            |                 | –                       | 8                      |
| 16    | Pawino       | 5.578     | 1600         | 3,5                            | –                  | 5.578             | Pawino                |                 | –                       | 6                      |
| 18    | Ponasyrewo   | 8.717     | 2080         | 4,2                            | 4.392              | 4.325             | Ponasyrewo            |                 | 1                       | 5                      |
| 19    | Pyschtschug  | 5.649     | 1930         | 2,9                            | –                  | 5.649             | Pyschtschug           |                 | –                       | 6                      |
| 24    | Scharja      | 11.165    | 4070         | 2,7                            | –                  | 11.165            | Scharja               |                 | –                       | 19                     |
| 20    | Soligalitsch | 10.674    | 3070         | 3,5                            | 6.136              | 4.538             | Soligalitsch          |                 | 1                       | 10                     |
| 21    | Sudislawl    | 14.094    | 1530         | 9,2                            | 5.000              | 9.094             | Sudislawl             |                 | 1                       | 10                     |
| 22    | Sussanino    | 8.512     | 1050         | 8,1                            | 3.678              | 4.834             | Sussanino             |                 | 1                       | 12                     |
| 23    | Tschuchloma  | 12.508    | 3660         | 3,4                            | 5.525              | 6.983             | Tschuchloma           |                 | 1                       | 12                     |
| 3     | Wochma       | 11.711    | 3400         | 3,4                            | –                  | 11.711            | Wochma                |                 | –                       | 13                     |

Anmerkungen:
1. 1 2  Nummer des Rajons/Stadtkreises (in alphabetischer Reihenfolge der Namen im Russischen)
2. 1 2  Einwohnerzahlen vom 1. Januar 2010 (Berechnung)
3. ↑  Siedlungen städtischen Typs
4. ↑  Siedlungen städtischen Typs bzw. Stadtgemeinden
5. 1 2 3 4 5  Stadt gehört nicht zum Rajon, sondern bildet eigenständigen Stadtkreis; Einwohnerzahl der Stadt nicht bei der Berechnung der Bevölkerungsdichte berücksichtigt